# John N. Dempsey

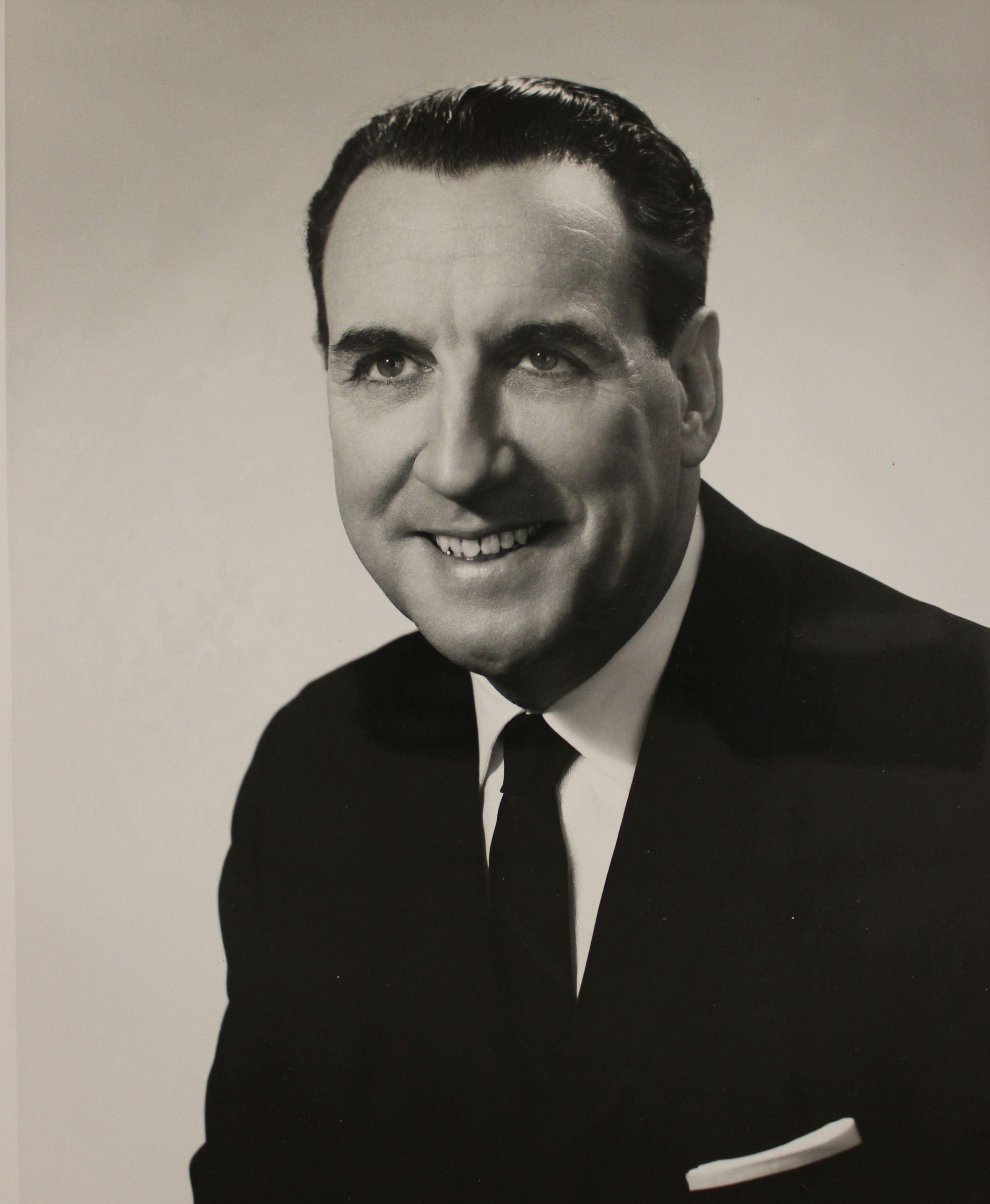
John N. Dempsey.

John Noel Dempsey, född 13 januari 1915, död 16 juli, 1989, var en amerikansk politiker, född på Irland, som var guvernör i Connecticut.

## Barn- och ungdomsår
Dempsey föddes i Cahir, County Tipperary, Irland. Han var ende son till en brittisk arméofficer. Familjen flyttade till Putnam, Connecticut, 1925, i delstatens nordöstra hörn. Dempsey arbetade där i textilindustrin och sedan i stadshuset, vilket blev grunden till hans karriär i delstatens politik. Medan han bodde i Putnam var han fotbollstränare vid Pomfret School i Pomfret.

## Politisk karriär
Dempsey var katolik och medlem av Demokraterna. Han valdes till stadsfullmäktige i Putnam vid 21 års ålder. Från 1948 var han borgmästare i Putnam i sex tvååriga mandatperioder. Han valdes till Connecticuts parlament 1949, men lyckades dela sin tid mellan delstatliga och lokala frågor. Han satt i parlamentet till 1955, då han blev sekreterare till guvernör Abraham A. Ribicoff.

## Guvernör
John Dempsey var viceguvernör i Connecticut under Ribicoffs sista mandatperiod som guvernör, 1959-1961. Han efterträdde sedan Ribicoff som guvernör och tjänstgjorde från den 21 januari 1961 till den 6 januari 1971. Han var allierad med partiordföranden John M. Bailey. Han valde att inte kandidera till omval 1970 och efterträddes av republikanen Thomas J. Meskill.
University of Connecticuts sjukhus i Farmington, Connecticut har fått namnet John Dempsey Hospital efter honom. Han vårdades själv där för cancer den sista månaden av sitt liv.
Han var gift med Mary Frey, de hade tre söner och en dotter.